# اولیویا گرانت
اولیویا گرانت (به انگلیسی: Olivia Grant) (زاده ۲۰ سپتامبر ۱۹۸۳) بازیگر انگلیسی است. از فیلم‌های او می‌توان به گرد ستاره و آخرین ورمیر اشاره کرد.